# Rubin Okotie
Rubin Rafael Okotie (ur. 6 czerwca 1987 w Karaczi) – austriacki piłkarz pochodzenia nigeryjskiego grający na pozycji napastnika.
Jego ojciec jest Nigeryjczykiem a matka Austriaczką. Posiada trzy obywatelstwa nigeryjskie, pakistańskie i austriackie. Pierwsze cztery lata swojego życia spędził w Hiszpanii w Barcelonie. Występował na Mistrzostwach Świata U-21 w piłce nożnej w 2007.
W 2008 zadebiutował w seniorskiej kadrze Austrii.

## Wyróżnienia
- Reprezentacja U-19 trzecie miejsce 2006
- Mistrzostwa Świata U-20 w Piłce Nożnej 2007 czwarte miejsce